# Omphacomeria
Omphacomeria es un género con dos especies de plantas de flores perteneciente a la familia Santalaceae. 

## Especies seleccionadas
- Omphacomeria acerba
- Omphacomeria psilotoides